# Полігон Пенемюнде

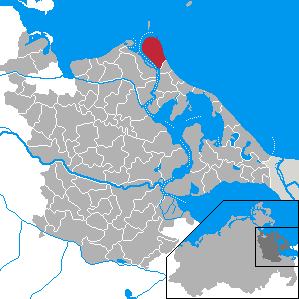

Пенемюнде (нім. Heeresversuchsanstalt Peenemünde) — ракетний центр Третього рейху, розташований на північному сході Німеччини неподалік від містечка Пенемюнде. Функціонував з 1937 по 1945 р.р. Саме тут під керівництвом Вернера фон Брауна було створено першу в світі балістичну ракету А-4, більш відому як Фау-2.

## Історія
Будівництво ракетного центру на узбережжі поряд з містечком Пенемюнде та на сусідньому острові Узедом розпочалось під керівництвом Вальтера Дорнбергера та Вернера фон Брауна у 1936 році. Вже у 1937 р. в Дослідний центр переселились перші 90 співробітників. Дослідницькі та конструкторські роботи відбувались паралельно з будівництвом, що було завершено протягом трьох років. Фірму, що здійснювала найважливіші будівельні роботи, очолював майбутній президент ФРН Гайнріх Любке. Жодна з розвідок країн — союзників по антигітлерівській коаліції тривалий час не мала уявлення про масштаби та справжню мету робіт у Пенемюндівському центрі.
У 1937 році вперше було затверджено проект ракети на дальність понад 200 км — А-4. 1940 року розпочались вогневі випробування призначеного для А-4 двигуна тягою у 25 тон, що не мав аналогів у світі. Зокрема, тяга найпотужніших двигунів, створених в Радянському Союзі на той час, не перевищувала півтори тони. Після початку Другої світової війни діяльність полігону почала стрімко розширюватись. У 1943 році чисельність персоналу Пенемюнде перевищувала 15 000 осіб. Були збудовані вогневі стенди на тягу до 100 тон, а також найбільша у Європі аеродинамічна труба та найбільший завод з виробництва рідкого кисню. На острові Узедом будувались стартові позиції для ракет та бункери для керування пусками.
Перший успішний пуск А-4 відбувся у жовтні 1942 року. У 1943 році кількість експериментальних пусків досягла 20.

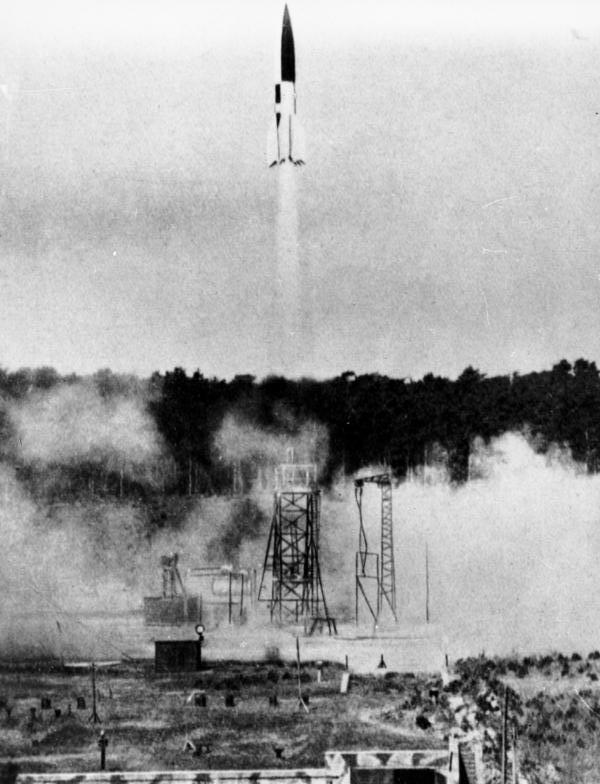
Старт Фау-2, літо 1943

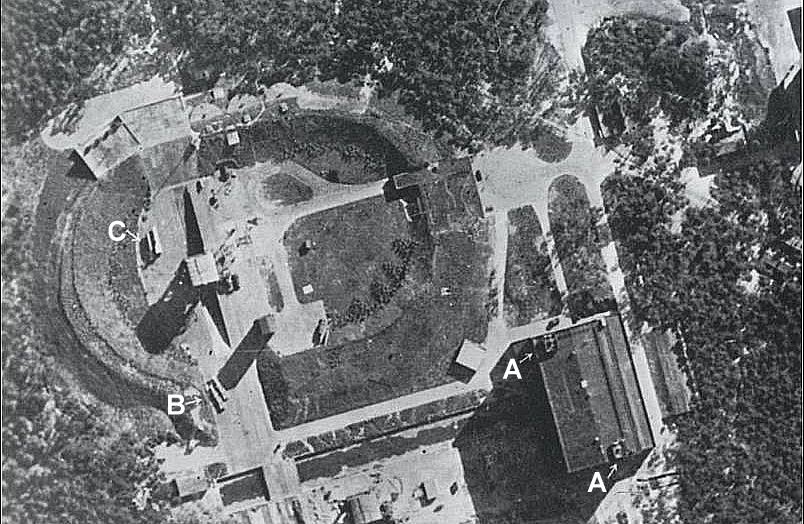
Стартовий майданчик з ракетами Фау-2

Спочатку передбачалось, що і виробництво ракет буде налагоджено саме на полігоні. Проте масштаби серійного виробництва змусили шукати для нього інше місце, у результаті чого поблизу Нордхаузена було збудовано величезний підземний завод «Міттельверк», де використовувалась праця в'язнів концентраційного табору «Дора-Міттельбау». У самому Пенемюнде діяв невеликий дослідний завод.
У першій половині 1944 р. було здійснено низку дослідних вертикальних пусків. При цьому висота підйому досягла 188 км. Таким чином, ракета А-4 стала першим штучним об'єктом, що здійснив суборбітальний космічний політ, вийшовши за межі щільних шарів атмосфери.
У вересні 1944 року зі стартових майданчиків Пенемюнде почався ракетний обстріл Лондона. Вже до кінця року кількість пусків досягала 33 на день. Усього до кінця 1944 року здійснено пуски ронад 1500 ракет А-4, з них по Лондону — 447.
Під кінець Другої світової війни ракетна програма увійшла до переліку проектів «Зброя відплати» (нім. Vergeltungswaffe, V-Waffen — звідси і нова назва ракети — V-2) і отримала, таким чином, найвищий пріоритет, відтіснивши на другий план низку інших важливих програм, зокрема, створення реактивної авіації, важких бомбардувальників і навіть атомного проекту. На думку багатьох дослідників і навіть колишніх високопосадовців Третього рейху відтягнення величезних ресурсів на ракетну програму прискорило поразку Німеччини у Другій світовій війні.
Окрім балістичних ракет, в 1943 році на полігоні відбувались випробування інших експериментальних літальних апаратів, таких як дисколіт конструктора Джузеппе Беллонце і «літаючий млинець» Циммермана.

## Авіаналіт 1943 року
У 1943 році англійська розвідка завдяки аерофотозйомці виявила ракетні стартові столи на острові Узедом. Було прийнято рішення про масоване бомбардування полігону. Для дезорієнтації німецької протиповітряної оборони ескадрильї важких бомбардувальників, повертаючись після нальотів на Берлін, пролітали над Узедомом. ППО острова не піднімала винищувачі у повітря, щоб не привертати увагу до об'єкту. Приспавши таким чином пильність протиповітряної оборони, 17 серпня 1943 року британське командування здійснило одну з наймасштабніших повітряних операцій. 597 важких бомбардувальників скинули на полігон разом близько 1500 тон фугасних та запалювальних бомб. При цьому загинуло понад 700 співробітників полігону, серед них — низка провідних спеціалістів, зокрема, головний конструктор двигунів Вальтер Тіль. Масштаби завданої шкоди були такі, що, дізнавшись про них, заступник командувача «Люфтваффе» генерал-полковник Йєшоннек вчинив самогубство. Незважаючи на величезні збитки, Дорнбергер і фон Браун запевнили керівництво Рейху, що наслідки катастрофи будуть подолані. Справді, роботи у ракетному центрі уповільнились, але не припинились. Після бомбардування Пенемюнде було створено резервний ракетний полігон у Польщі, неподалік від містечка Пусткув (Дембіцький повіт).

## Спадщина
У травні 1945 року Вернер фон Браун з групою провідних конструкторів-ракетобудівників добровільно здався у полон американській армії. Після переїзду у США (див. Операція «Скріпка») німецький колектив став основою ракетного дослідного центру у Редстоун-Арсеналі, (пізніше — Центр космічних польотів імені Джорджа Маршалла), де були розроблені ракети серій «Редстоун», «Юпітер» та «Сатурн».
Після завершення Другої світової війни Пенемюнде опинилось у радянській окупаційній зоні. Велика кількість комплектуючих ракет А-4 та документації були вивезені до Радянського Союзу. Перша радянська балістична ракета Р-1 була вдосконаленою копією німецької А-4, ракети Р-2 та Р-5 — її подальшим розвитком. Майбутні потужні конструкторські колективи будівників ракет, двигунів, систем управління тощо під керівництвом С. П. Корольова, В. П. Глушка, М. О. Пілюгіна та багатьох інших формувались саме у Німеччині у процесі вивчення пенемюндівської ракетної спадщини.